# Мавромихалис
Мавромихали (греч. Μαυρομιχάλης) — влиятельная семья деятелей новой Греции, родом с полуострова Мани (южная оконечность Пелопоннеса), где еще с древности сохранились элементы общинно-родового строя, на основе которых в Средние века сформировалась особая клановая система, очень похожая на мафиозные структуры Южной Италии и Сицилии (см. Маниоты). Представители этой семьи принимали активное участие в греческой революции и последующей внутриполитической борьбе, сопровождавшей становление Греческого государства. Семья находилась в оппозиции к правительству Каподистрии, в результате чего Петр Мавромихали (Петробей) был посажен в тюрьму, а его сын Георг и брат Константин совершили убийство премьер-министра Иоанна Каподистрии, и погибли сами.

## ЭСБЕ о Мавромихали
Мавромихали (греч. Μαυρομιχάλης) — семья деятелей новой Греции, родом из Майны. Петро М., майнотский бей, более известный под именем Петро-бей (род. в начале 1760 гг. — 1848), спасся вместе со своим родственником Иоанном М. во время погрома в Майне, вызванного восстанием 1770 г, в котором приняли участие и погибли несколько членов его семьи. М. поступил на турецкую службу, получил титул бея и приобрел на родине громадный, почти царский авторитет. В 1818 г он сделался членом гетерии, а в 1821 г был одним из первых, открыто примкнувших к восстанию; был членом пелопоннесского сената, потом всех национальных собраний. В 1823 г он был избран президентом временного правительства; тогда он принадлежал к «партии порядка». Через несколько месяцев он перешел на сторону Колокотрони и немало содействовал возбуждению тех междоусобных распрей, которые чуть не погубили дело восстания. В 1827 г он был членом триумвирата, управлявшего до прибытия Каподистрии и передавшего ему власть. Когда обнаружились централистические и бюрократические идеалы Каподистрии, грозившие Майне полным уничтожением дорогой для неё самостоятельности, М. решительно разорвал с Каподистрией. На Майне вспыхнуло восстание, в котором принимали участие некоторые ближайшие родственники М. Каподистрия замешал в это дело Петро-бея и посадил его в тюрьму. По ходатайству русского адмирала Рикорда он обещал ему свободу, если М. подаст письменное заявление о раскаянии, но М. отказался. После смерти Каподистрии он был освобожден, был членом на национальном собрании 1832 г, а потом членом сената. Георг М., сын предыдущего, принимал участие в восстании, отличился при защите Миссолонги. Когда его отец был посажен в тюрьму, то он вместе с дядей Константином в качестве уроженцев Майны, где еще господствовала кровавая месть, решили отомстить Каподистрии и убили его. Константина толпа растерзала на месте, а Георг скрылся во французском посольстве, но был выдан и приговорен военным судом к смертной казни.
В. В-в.

Мавромихали // Энциклопедический словарь Брокгауза и Ефрона : в 86 т. (82 т. и 4 доп.). — СПб., 1890—1907.

## Известные представители семьи
- Мавромихалис, Петрос — Петро Мавромихали (Петробей), уроженец Майны, один из лидеров греческой войны за независимость.
- Мавромихалис, Кирьякулис
- Мавромихалис, Илиас
- Мавромихалис, Константинос